# Ingeborg Marx
Ingeborg Marx (Hasselt, 24 april 1970) is een voormalige Belgische atlete, die zich behalve in de atletieksport ook in verschillende andere takken van sport manifesteerde.

## Levensloop

### Sport
Marx was in diverse sporten succesvol, onder andere paardensport, powerlifting, gewichtheffen, atletiek en baanwielrennen. In het powerliften won ze de wereldtitel in 1994 en zeven Europese titels (1992 tot en met 1998). Ook won ze viermaal zilver op een WK (1993, 1995, 1997 en 1998). Op de Wereldspelen won ze brons in 1993 en zilver in 1997. Bovendien verbeterde ze twee wereldrecords powerliften in 1994, zowel de deadlift als totaal.
Als gewichthefster nam ze deel aan de Olympische Spelen van 2000 in Sydney en haalde de elfde plaats in de categorie 58 kg. Tijdens de voorbereiding op deze Spelen werd Marx beschuldigd van dopinggebruik. Ze werd echter vrijgepleit, omdat er technische fouten gebeurden in het laboratorium. Op het WK van 1999 te Piraeus (alwaar ze 10e werd) vestigde ze een Belgisch record op de snatch (80kg) dat 19 jaar lang zou standhouden. Het werd met één kilogram overtroffen door Nina Sterckx in 2018. Daarnaast werd Marx tweemaal vierde op een EK, in 1999 en 2000. Tevens behaalde ze er in 2000 brons en in 1999 zilver in het stoten.
Bij het polsstokspringen sprong ze ooit een Europees record (3,62 m) en als hordeloopster was ze in 1985 bij de meisjes Belgisch kampioene. Als baanrenster brak ze zes Belgische records.

### Politiek
Na haar sportcarrière werd Ingeborg Marx kinesiste in haar woonplaats Lebbeke. Bij de gemeenteraadsverkiezingen in 2006 stond ze op de kieslijst van de CD&V. Ze werd evenwel niet verkozen.